# Daniel Calabrese
Daniel Calabrese (Dolores, Argentina, 23 de agosto de 1962) es un poeta y editor argentino.

## Biografía
Daniel Calabrese nació en Dolores, Provincia de Buenos Aires,  y cursó la enseñanza secundaria en el Colegio Nacional de esa ciudad. 
En 1982 es reclutado por el Ejército Argentino con motivo de la Guerra de las Malvinas y movilizado al teatro de operaciones. Finalizado el conflicto se radica en la ciudad de Mar del Plata, donde ingresa a la universidad e incursiona en la música como miembro de la Bristol Jazz Band (guitarra) y en el teatro como compositor de música incidental y autor de la obra Una de película (1986), estrenada en el teatro Mi País.  Allí publica su primer libro (1989) y participa activamente en el medio, colaborando con el suplemento de cultura del diario La Capital. Al año siguiente es distinguido con el Premio Alfonsina por su obra poética.
En 1991 se radica en Santiago de Chile y funda el sello RIL editores, donde se desempeña como director de publicaciones y director de la colección Poesía. Es fundador y director de Ærea, anuario hispanoamericano de poesía.
Traducido parcialmente al italiano, al inglés y al japonés, ha publicado en Barcelona, Kioto y Buenos Aires y participado en festivales y encuentros de literatura, entre los que se puede citar el 16 World Congress of Poets en Maebashi (Japón, 1996), Encuentro Iberoamericano de Escritores (Chile, 1998), Festival Internacional de Poesía de Rosario (Argentina, 1999), Festival Internacional de las Letras de Monterrey (México, 2004), Festival Chile-Poesía (Santiago, 2007), Festival Internacional de Poesía de Granada (Nicaragua) (2010 y 2017), Recital Internacional de Poesía en el marco de la FILSA (Chile, 2011), Festival Internacional de Poesía de Uruguay (Montevideo, Florida, 2018), entre otros.
Con su obra Ruta Dos obtuvo en 2013 el Premio Revista de Libros de El Mercurio por decisión unánime del jurado integrado por los premios nacionales de literatura Óscar Hahn y Raúl Zurita, junto al académico César Cuadra.

## Obra
- La faz errante, Ed. RHE, Mar del Plata, Argentina, 1989.
- Futura ceniza, Ed. Cafè Central, Barcelona, España, 1994
- Escritura en un ladrillo (bilingüe japonés-español), Ed. Mito-Sha, Kioto, Japón, 1996.
- Singladuras (bilingüe inglés-español), Fairfield U., Estados Unidos, 1998.
- Oxidario, Fondo Nacional de las Artes, Buenos Aires, Argentina, 2001
- Ruta Dos, Ed. Aguilar, Santiago de Chile, 2013; Ed. Fili d'Aquilone, Roma, 2015; Colección Visor, Madrid, España, 2017.
- Esa línea ligeramente curva, Ed. Quirófano, Guayaquil, Ecuador, 2017.
- Desarmadero, Ed. Gamar, Popayán, Colombia, 2017.

## Premios
- Premio Alfonsina 1990
- Fondo Nacional de las Artes 2001 por Oxidario
- Premio Revista de Libros 2013 por Ruta Dos
- Premio Internazionale Camaiore 2016 - Nominado[6] por Ruta Dos